# Riku Hirosue
Riku Hirosue (廣末 陸 Hirosue Riku?, nacido el 6 de julio de 1998 en Adachi, Tokio) es un futbolista japonés que se desempeña como guardameta en el FC Machida Zelvia de la J2 League.

## Trayectoria

### Clubes
| Club                         | País  | Año    |
| ---------------------------- | ----- | ------ |
| FC Tokyo                     | Japón | 2017 - |
| FC Tokyo sub-23              | Japón | 2017 - |
| Renofa Yamaguchi FC (cedido) | Japón | 2019   |
| FC Machida Zelvia (cedido)   | Japón | 2020 - |

## Estadística de carrera

### J. League
| Club            | Año   | J. League | J. League | Copa J. League | Copa J. League | Total | Total |
| Club            | Año   | Part.     | Goles     | Part.          | Goles          | Part. | Goles |
| --------------- | ----- | --------- | --------- | -------------- | -------------- | ----- | ----- |
| FC Tokyo        | 2017  | 0         | 0         | 0              | 0              | 0     | 0     |
| FC Tokyo sub-23 | 2017  | 12        | 0         | -              | -              | 12    | 0     |
| Total           | Total | 12        | 0         | 0              | 0              | 12    | 0     |